# ينكو كمارو
ينكو كامارو هي سيارة رياضية من صناعة شركة صناعة السيارات الإمريكية شيفروليه، أنتجت في 1967 وتوقف إنتاجها في 1969.